# Yann Roubert
Pour les articles homonymes, voir Roubert.
Yann Roubert, né le 14 octobre 1977 à Saint-Étienne, est un cadre d'entreprise et dirigeant français de rugby à XV.
Il est président de la Ligue nationale de rugby depuis mars 2025 après avoir été président du Lyon olympique universitaire rugby de 2012 à 2025 et vice-président de la Ligue nationale de rugby de 2016 à 2025.

## Biographie
Originaire de Lyon, il a grandi à Saint-Étienne. Dans sa jeunesse, il joue notamment au football à l'AS Saint-Étienne mais pratique surtout l'alpinisme à haut niveau ainsi que la voile durant tous les étés à Monaco.
En 1997, il intègre EDHEC Business School à Nice dont il est diplômé en 2000. Il commence sa vie professionnelle chez Bouygues Telecom, où il est chargé du sponsoring (voile et montagne) de 2000 à 2003.[réf. nécessaire]
Passionné d'alpinisme, il mène une expédition d'une année aux bouts du monde pour grimper une quinzaine de sommets à plus de 6 000 mètres, une trentaine à plus de 5 000 m et naviguer ou plonger dans des sites extraordinaires. Il publie un ouvrage Yassalaba : Un an aux bouts du monde.
De retour en France en 2005, il dirige ensuite les secteurs sport, événementiel et relations publiques de SFR. En 2009, il rejoint GL Events, dont il est durant trois ans le directeur général de GL events Middle East à Dubaï, chargé du Moyen-Orient. Il prend aussi en charge la division Sports,.
En juillet 2012, il devient le vice-président exécutif et directeur général délégué du Lyon olympique universitaire rugby, dont l'actionnaire majoriaire est GL Events. Le 19 décembre 2012, il est élu président du Lyon OU par le conseil d'administration du club en remplacement de Yvan Patet, démissionnaire. Il devient alors président-directeur général salarié du club. Sous sa présidence, le LOU remporte le championnat de France de deuxième division en 2014 et, de nouveau, en 2016 ainsi que le Challenge européen 2021-2022.
Lors de l'assemblée générale du 4 octobre 2016, il est élu au sein du collège des représentants des clubs du Top 14 du comité directeur de la Ligue nationale de rugby. Depuis 2016, il est l'un des vice-présidents et représente la LNR au comité directeur et exécutif de l'European Professional Club Rugby. En 2021, il est réélu au sein du comité directeur de la LNR. Il reste vice-président chargé de l'international. Candidat à  la présidence en 2025, il est préféré par les clubs professionnels au président sortant, René Bouscatel, qui se désiste en sa faveur.

## Publications
- Yann Roubert, Yassalaba : Un an aux bouts du monde, Écritures, 1er janvier 2004, 126 p., 14 cm x 21 cm (ISBN 978-2913506701).